# Las novias del gato
Las novias del Gato, también conocidas como Las gatas del gato o simplemente como Las gatas, son un grupo de esculturas de gatas que forman parte del arte urbano de la ciudad de Santiago de Cali, capital del Valle del Cauca. 
Originalmente fueron concebidas como un proyecto para la recuperación del monumento del Gato del río y su zona aledaña. La Cámara de comercio de Cali se inspiró en la exhibición CowParade para organizar un concurso con el fin de elegir a la gata que sería seleccionada como la novia del Gato del río. Originalmente se diseñaron 15 esculturas que fueron adornadas por distintos artistas y que estarían ubicadas junto al Gato de Tejada de manera temporal, sin embargo con el tiempo se fueron agregando más felinas al grupo, con diseños distintos al original, y se fueron distribuyendo por toda la ciudad.

## Historia
Para ello la Cámara de comercio de Cali lideró un concurso para buscarle una novia al ya icónico gato del maestro Hernando Tejada, para ello se construyeron 27 esculturas de gatas en fibra de vidrio diseñadas por Alejandro Valencia, sobrino de Tejada.
Para el concurso, se realizó un llamado a los artistas para que decoraran a su gusto a las gatas y describieran la personalidad de la misma. Luego se le preguntó a la ciudadanía cuál de las gatas debería ser la novia del Gato del río, para lo cual se recibieron más votos que para la elección de alcalde inmediatamente anterior.
Las esculturas fueron descubiertas en una exhibición el 19 de octubre de 2006 y en enero del año siguiente se eligió a la gata ganadora. La elegida fue la llamada Fogata, diseñada por el artista Roberto Molano González. Sin embargo, cuando se procedía a retirar a las gatas del lugar, la ciudadanía expresó su deseo de que las gatas permanecieran en el lugar, el cual fue adecuado para permitir a los transeúntes y visitantes ver la exhibición. Posteriormente se fueron agregando más gatas con diseños de diferentes artistas y donados por la empresa privada, además varias gatas se han ido emplazando en lugares distintos de la ciudad, convirtiéndose en monumentos bastante representativos de Cali.

## Lista
| Nombre de la gata               | Autor                                                 | Imagen |
| ------------------------------- | ----------------------------------------------------- | ------ |
| Anabella, la gata súperestrella | Diego Pombo                                           |        |
| No hay gato                     | Wilson Díaz                                           |        |
| Yara, la diosa de las aguas     | María Teresa Negreiros                                |        |
| Ilustrada                       | Lucy Tejada Saenz                                     |        |
| Vellocino de Oro                | José Horacio Martínez                                 |        |
| Sucias                          | Rosemberg Sandoval                                    |        |
| Gachuza                         | Ángela Villegas                                       |        |
| Ceremonial                      | Pedro Alcántara Herrán                                |        |
| Entrañable                      | Ever Astudillo                                        |        |
| Coqueta                         | Maripaz Jaramillo                                     |        |
| Bandida                         | Nadin Ospina                                          |        |
| Presa                           | Omar Rayo                                             |        |
| Gata en cintas                  | Cecilia Coronel                                       |        |
| Mac                             | Mario Gordillo                                        |        |
| Siete Vidas                     | Melqui David Barrero Mejía                            |        |
| Fogata                          | Roberto Molano González                               |        |
| Cálida                          | Emilio Hernández Villegas y Alejandro Valencia Tejada |        |
| Kuriyaku, gata vigía del río    | Carlos Jacanomijoy                                    |        |
| Engállame la gata               | Ana María Millán Strohbach                            |        |
| "La Gata Dormida - Aquí y Allá" | Adriana Arenas Ilian                                  |        |
| Dulce                           | Fabio Melecio Palacio                                 |        |
| Melosa                          | Pablo Guzmán                                          |        |
| Frágil                          | Juan José Gracia Cano                                 |        |
| Decorativa                      | Lorena Espitia                                        |        |
| Reinalda                        | Étienne Demange                                       |        |
| Constelada                      | Cynthia López                                         |        |
| Ingrid                          | María Fernanda Cuartas                                |        |